# خدا می‌داند، آقای الیسون
خدا می‌داند، آقای الیسون (به انگلیسی: Heaven Knows, Mr. Allison) فیلمی ۱۰۶ دقیقه‌ای به کارگردانی جان هیوستون با بازی دبورا کار محصول کشور ایالات متحده آمریکا است.

## جوایز و افتخارات
- نامزد جایزه اسکار بهترین فیلم‌نامه اقتباسی - جان لی ماهین و جان هیوستون (۱۹۵۸)
- نامزد جایزه اسکار بهترین بازیگر نقش اول زن - دبورا کار
- نامزد جایزه بفتای بهترین فیلم - جان هیوستون